# Cinnamomum caudifolium
Cinnamomum caudifolium är en lagerväxtart som beskrevs av André Joseph Guillaume Henri Kostermans. Cinnamomum caudifolium ingår i släktet Cinnamomum och familjen lagerväxter. Inga underarter finns listade i Catalogue of Life.